# Вулиця Олександра Клосовського (Житомир)
Вулиця Олександра Клосовського — вулиця в Богунському районі Житомира.

## Розташування
Знаходиться у мікрорайоні Хмільники, на теренах історичної місцевості Кокоричанка Місцевість також відома за неофіційною назвою Чулочка{{sfn|Вулиці Житомира|2007|с=96}} Бере початок західніше 1-го Винокурного провулка й завершується перехрестям з вулицею Святого Зигмунта Фелінського. 

## Історія
Вулиця виникла та її забудова здійснювалася протягом другої половини 1980-х — початку 1990-х років в процесі формування Північно-західного житлового району (мікрорайону Хмільники) на вільних від забудови землях колгоспу ім. Мічуріна, утвореного у 1930-х роках як єврейський хмелярський колгосп «Друкар-Колективіст» на території колишнього хутора Кокоричанка.
Початок вулиці сформувався з невеликого провулка Котляревського, що брав початок від 1-го Винокурного провулка та отримав назву у 1958 році.
До 1991 року новобудови вздовж вулиці адресовані до тодішньої вулиці Карла Лібкнехта. У 1991 році отримала чинну назву.